# Friedrich Schwab (Unternehmer)
Friedrich Schwab (* 25. Dezember 1912; † 27. Juli 1992 in Lugano) war ein deutscher Kaufmann und Unternehmer.

## Leben
Nach dem Besuch des Gymnasiums machte Schwab zunächst eine Lehre bei einer Spedition. Von 1931 bis 1934 leistete er Militärdienst im Heer ab und meldete anschließend zur in der Entstehung begriffenen Luftwaffe. Sein Wunsch Flugzeugführer zu werden erfüllte sich erst nach Beginn des Zweiten Weltkriegs. Nach erfolgreicher Ausbildung war er ab Ende 1941 im Dienstgrad eines Hauptmanns Staffelkapitän im Nachtjagdgeschwader 3. Im September 1942 wechselte er als Ausbilder zum Nachtjagdgeschwader 101, wo er zunächst Staffelkapitän war und später zum Kommandeur der II. Gruppe aufstieg. Bei Kriegsende war Schwab Major.

### Unternehmer
In der Nachkriegszeit arbeitete Friedrich Schwab zunächst als Handelsvertreter für Schuhwaren des Weilheimer Leder- und Textilunternehmers Richard Freudenberg. Im Jahr 1954 gründete Friedrich Schwab mit einem Startkapital von 12.000 DM den Schwab-Versand in Klein-Auheim bei Hanau. Die Kommanditgesellschaft Friedrich Schwab Überlandversand zählte Mitte der 1960er Jahre zu den vier bedeutendsten Großversandhäusern Deutschlands (neben Neckermann, Quelle und dem Otto-Versand).
Der Versuch eine eigene Warenhauskette aufzubauen blieb erfolglos und überforderte die finanziellen Mittel des Unternehmens. Nach dem Ausstieg von Finanzier Richard Freudenberg wurde das Familienunternehmen ab 1965 schrittweise in eine Aktiengesellschaft umgewandelt. Der US-amerikanischen Singer-Konzern war ab 1967 mit 78 Prozent Hauptaktionär. Friedrich Schwab blieb bis 1967 Vorstandsvorsitzender und zog sich 1969 gegen eine Abfindung von 9 Millionen DM ganz aus dem Unternehmen zurück, was heftige Proteste der Kleinaktionäre nach sich zog, denen zum wiederholten Male keine Dividende ausgezahlt werden konnte.
Die Schwab-Versand AG wurde 1976 von der Otto Group übernommen. Im Seit dem Januar 2021 firmiert das Unternehmen unter dem Namen Sheego GmbH in Frankfurt am Main. Der Name Schwab wurde damit ebenso aufgegeben, wie der Standort Hanau.

### Privates
Friedrich Schwab war verheiratet und Vater von zwei Söhnen. Er war passionierter Jäger und widmete sich in seiner Freizeit zudem der Hunde- und Pferdezucht. Er lebte zuletzt in der Nähe von Lugano. 1962 gründete er das Radsportteam Schwab, das an der Deutschland-Rundfahrt teilnahm.